# Studioglas
Studioglas betecknar glas som formgivits och tillverkats utanför glasindustrin av en konsthantverkare i egen glashytta.
De första studioglaskonstnärerna som framträdde i Europa och USA under 1960- och 1970-talen var ensamblåsare i egna hyttor utrustade med egenhändigt byggda ugnar. Åsa Brandt startade 1968 Sveriges (och Europas) första studioglashytta i Torshälla.
Dagens svenska studioglaskonstnärer vill se beteckningen studioglas markera en från industriell tillverkning helt skild verksamhet, där en eller ett fåtal personer har det totala ansvaret för konstnärlig utformning och hantverksmässig produktion av föremålen och ansvar för marknadsföring och försäljning. I realiteten är dock gränsdragningen mellan "studioglas" och glasbrukens produktion inte "glasklar".